# Aedes mamoedjoensis
Aedes mamoedjoensis är en tvåvingeart som beskrevs av Mattlingly 1958. Aedes mamoedjoensis ingår i släktet Aedes och familjen stickmyggor. Inga underarter finns listade i Catalogue of Life.